# Coast Guard One

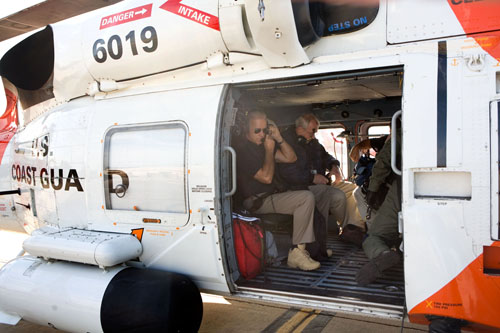
Viceprezident USA Joe Biden na palubě stroje Coast Guard Two v září 2009

Coast Guard One je  volací znak určený k označení jakéhokoliv letadla Pobřežní stráže Spojených států amerických (United States Coast Guard, USCG) nesoucího na palubě prezidenta Spojených států. Podobně stroj USCG přepravující viceprezidenta USA má přidělen volací znak Coast Guard Two.
K použití volacího znaku „Coast Guard One“ dosud v praxi nedošlo, ale volací znak „Coast Guard Two“ byl 25. září 2009 přidělen vrtulníku HH-60 Jayhawk (evidenční označení „USCG 6019“) v němž tehdejší viceprezident Joe Biden podnikl let nad zaplaveným okolím Atlanty.

## Jiná doprava vedoucích představitelů USCG
Velitel Pobřežní stráže USA k letecké přepravě často užívá letoun Gulfstream C-37A, který běžně nese volací znak „Coast Guard Zero One“, a operuje z letecké základny USCG ve Washingtonu.